# Bituminit
Bituminit, även kallad Bogheadkol eller Cannelkol är ett mörkbrunt stenkol, matt i brottet och mjukt, lätt antändbart och brinnande med sotande långa, rikt på flyktiga ämnen.
Bituminit har använts för lysgasframställning och för utvinning av brännoljor och paraffin, och förekommer bland annat i Skottland, Böhmen och Ryssland. Bituminit är rik på fossiliserade mikroskopiska alger och antas ha bildats i en alggyttja, ett sapropel.